# Редупликация
Редуплика́ция (позднелат. reduplicatio — удвоение) — фономорфологическое явление, состоящее в удвоении какого-либо слога, основы (полностью или частично) или всего слова.

## Разновидности
Предельным случаем редупликации является повтор — удвоение всего слова (рус. еле-еле, очень-очень), явление, близкое к словосложению. В случае удвоения корня возможно изменение его гласного (др.-греч. δί-δωμι [dí-dōmi] — даю, δέ-δωκα [dé-dōka] — дал).
Частичная редупликация повторяет только часть слова, например, первый лёгкий слог (имеющий одну мору): [ɸuɾab] «послеобеденное время» → [ɸuɸuɾab] «вечер» (филиппинский язык агта). Копирование может происходить как с начала, так и с конца слова, и присоединяться скопированный фрагмент может как к началу слова, так и к его концу. В нескольких языках зафиксирована редупликация фрагментов не с краёв слова.

## Значение
В различных языках мира редупликация выражает различные значения:
- грамматические:
  - в индоевропейском праязыке вместе с аблаутом корня и системой личных окончаний выражала значение перфекта;
  - уменьшительность (nda 'дом' и ondenda 'домик' в языке эвондо группы банту);
  - в малайском языке редупликация несёт значение множественного числа (orang — человек, orangorang — люди)[1];
  - в урду редупликация встречается особенно часто (в разговорной речи - чаще для выражения эмоций, подчеркивания каких-либо деталей): например, редупликация придает неопределенному местоимению значение наречия частоты (کبھی kabhi - когда-то, کبھی کبھی kabhi-kabhi -  иногда);
- лексические, в том числе[1] интенсивность действия или качества:
  - бо́льшая интенсивность: рус. ходишь-ходишь и вышеприведённые русские слова;
  - меньшая интенсивность: fotsi-fotsi 'беловатый' в малагасийском языке).

Редупликация также используется при образовании звукоподражаний и идеофонов.

## Примеры
В китайском языке редупликация придает существительному значение «каждый …» (人 rén — человек，人人 rénrén — каждый человек, все люди， 天 tiān — день, 天天 tiāntiān — каждый день), прилагательному — большую степень (漂亮 piàoliang — красивый, 漂漂亮亮 piàopiàoliàngliàng — очень красивый), глаголу — значение краткости действия (看 kàn — смотреть, 看看 kànkàn — посмотреть, взглянуть).
В славянских языках распространены мотивированные словесные редупликации различных типов, которые реализуются по нескольким основным моделям. В болгарском характерны м-повторы (телефони-мелефони, книги-мниги, картофи-мартофи), очень редко перед повторяемым компонентом появляется протетический звук ш для того, чтобы получилась группа шм-повторов (Марица-Шмарица). Редупликация в русском языке не очень распространена, но всё же встречается: полная редупликация часта в звукоподражаниях, а повтор знаменательных частей речи усиливает их значение.
В тюркских языках, например в башкирском языке, редупликанты обычно начинаются с м или h, возникающего фонетически из с.